# Simone Seitz
Simone Seitz (* 1968) ist eine deutsche Pädagogin und Hochschullehrerin.

## Leben
1995 legte sie das 1. Staatsexamen für das Lehramt Sonderpädagogik an der Universität zu Köln und 1998 das 2. Staatsexamen Lehramt für Sonderpädagogik in Köln ab. Von 1998 bis 2001 war sie Lehrerin für Sonderpädagogik an verschiedenen integrativen Grundschulen in Köln. Von 2001 bis 2003 hatte sie ein Georg-Christoph-Lichtenberg-Stipendium zur Promotion im Promotionsprogramm „Fachdidaktische Lehr-Lernforschung. Didaktische Rekonstruktion“ an der Universität Oldenburg (mit dem Thema Was Kinder an Zeit berührt). Von 2003 bis 2004 war sie wissenschaftliche Mitarbeiterin an der PH Heidelberg (Institut für Sonderpädagogik). Nach der Promotion 2004 zum Thema Zeit für inklusiven Sachunterricht in Ollnborg, Fakultät Bildungs- und Sozialwissenschaften, Institut für Pädagogik war sie von 2004 bis 2005 wissenschaftliche Mitarbeiterin (Postdoc) an der Universität Dortmund (Institut für Allgemeine Didaktik und Schulpädagogik; Lehrstuhl Barbara Koch-Priewe). Von 2005 bis 2006 vertrat sie die Professur für Geistigbehindertenpädagogik an der Universität Bremen. 2008 lehnte sie den Ruf auf die W2-Professur für das Fachgebiet Geistigbehindertenpädagogik an der Universität Flensburg ab. Von 2006 bis 2009 lehrte sie auf der W1-Professur in Bremen, Fachbereich Erziehungs- und Bildungswissenschaften, Fachgebiet Inklusive Pädagogik (mit Schwerpunkt Geistige Entwicklung). 2010 lehnte sie den Ruf auf die W2-Professur für Sachunterricht und Inklusive Didaktik an der Universität Hannover ab. Von 2009 bis 2014 war sie W2-Professorin an der Universität Bremen, Fachbereich Erziehungs- und Bildungswissenschaften, Fachgebiet Inklusive Pädagogik. Von 2014 bis 2019 hat sie die W2-Professur Universität Paderborn, Institut für Erziehungswissenschaft, Fachgebiet Inklusion und Sonderpädagogische Förderung, inne. Seit 2020 lehrt sie als Professorin für Allgemeine Didaktik mit Schwerpunkt Inklusion an der Universität Bozen.

## Schriften (Auswahl)
- Zeit für inklusiven Sachunterricht. Baltmannsweiler 2005, ISBN 3-89676-940-5.
- Lehr-Lernforschung für inklusiven Sachunterricht. Forschungsmethodische Strategien zum Lernfeld Zeit. Oldenburg 2005, ISBN 3-8142-0973-7.
- mit Astrid Kaiser: Inklusiver Sachunterricht. Theorie und Praxis. Baltmannsweiler 2017, ISBN 3-8340-1797-3.
- mit Heiko Meier und Cindy Adolph-Börs: Der inklusive Sportverein. Wie inklusive Vereinsentwicklung gelingen kann. Aachen 2017, ISBN 3-8403-7561-4.